# 332530 Canders
332530 Canders è un asteroide della fascia principale. Scoperto nel 2008, presenta un'orbita caratterizzata da un semiasse maggiore pari a 2,7392190 UA e da un'eccentricità di 0,0520573, inclinata di 5,57664° rispetto all'eclittica.
L'asteroide è dedicato all'ingegnere sovietico Fridrich Cander attraverso l'endonimo in lettone, Fridrihs Canders.